# 东帝汶
8°50′S 125°55′E / 8.833°S 125.917°E
東帝汶民主共和國（德頓語：Repúblika Demokrátika
Timor-Leste；葡萄牙語：），通称东帝汶（德頓語：Timor Lorosa'e），是位於東南亞地區帝汶島東端的國家，曾是葡萄牙在远东仅有的两个殖民地之一（另一個為澳門）。1999年8月底在澳洲等地区的支持下通過公投決定獨立，2002年5月20日零时獨立，2002年9月27日正式加入聯合國，成為第191個聯合國會員國。

## 詞源
東帝汶政府採用“Timor-Leste”同時作為其葡萄牙語的國名。leste是葡語「東」的意思；而Timor本來是印尼語timur，也是「東」的意思。所以東帝汶這個國號是一個同義反覆名稱。而在印尼統治時期的東帝汶，採用“Timor Timur”作為地名，並簡稱東帝汶為“Tim-tim”。“Lorosa'e”則是德頓語的「東」，意思是日出的太陽。

## 历史
在葡萄牙殖民者到来之前，帝汶岛存在众多小型部落王国，其中最重要的是“韦哈勒”王国。
葡萄牙在16世纪早期开始与帝汶岛进行贸易，并进而实行殖民统治，直到20世纪中叶。1859年，葡萄牙因与荷兰发生冲突而签订一个条约，割让帝汶岛西部（西帝汶）。二战期间，日本在帝汶戰役後於1942年—1945年占领了葡属帝汶，但日本战败后葡萄牙又恢复了统治。
葡萄牙政府於1974年開始放棄海外殖民地，導致世界各葡屬殖民地紛紛脫離葡萄牙統治而獨立。東帝汶於1975年11月28日從葡萄牙獨立，成立東帝汶民主共和國，但在9天之後馬上就被印尼入侵並佔领，1976年7月成为印尼的东帝汶省。接下来的20年里，不断发生抗争运动，并爆发了持續二十多年的獨立戰爭，造成了10～25万人的死亡。

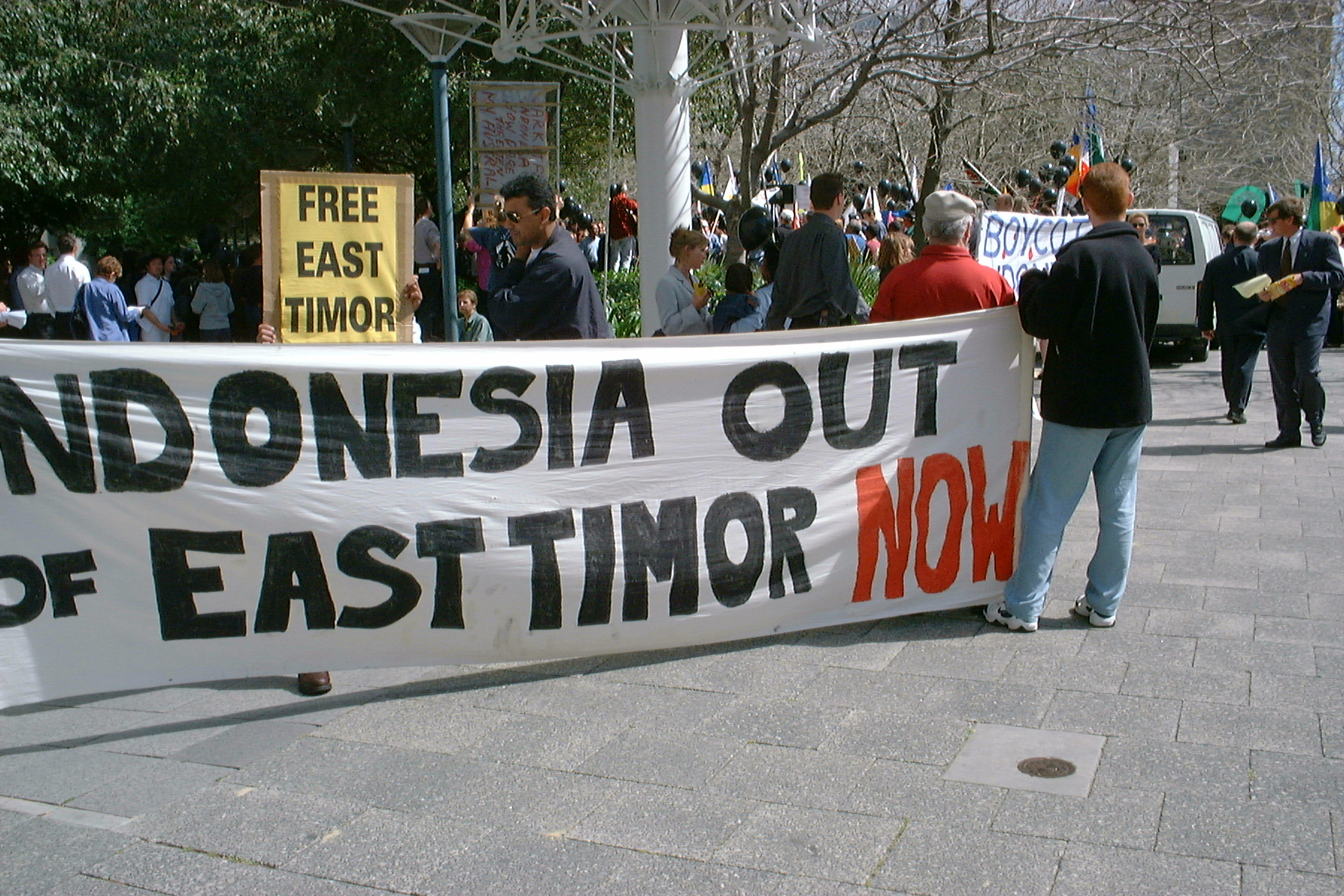
在澳大利亚进行的东帝汶獨立示威

1999年8月30日，在联合国的监督下举行了全民公投，绝大多数的东帝汶人投票同意从印尼独立。印尼军方和反东帝汶独立者组建的东帝汶民兵随即展开了大规模的焦土运动进行报复。大约有1400名东帝汶人被殺害，并强行驱离了30万人到西帝汶成为难民。国家大部分的基础设施都被摧毁（包括住宅、灌溉系统、供水系统、学校、电网等）。1999年9月20日，以澳大利亚为首的国际部队介入以后，才结束了这場暴力行动。
經聯合國東帝汶過渡行政當局管理约兩年半后，于2002年5月20日零时正式恢復獨立，國名為東帝汶民主共和國，成为国际公认的一个独立国家。

### 当代时期

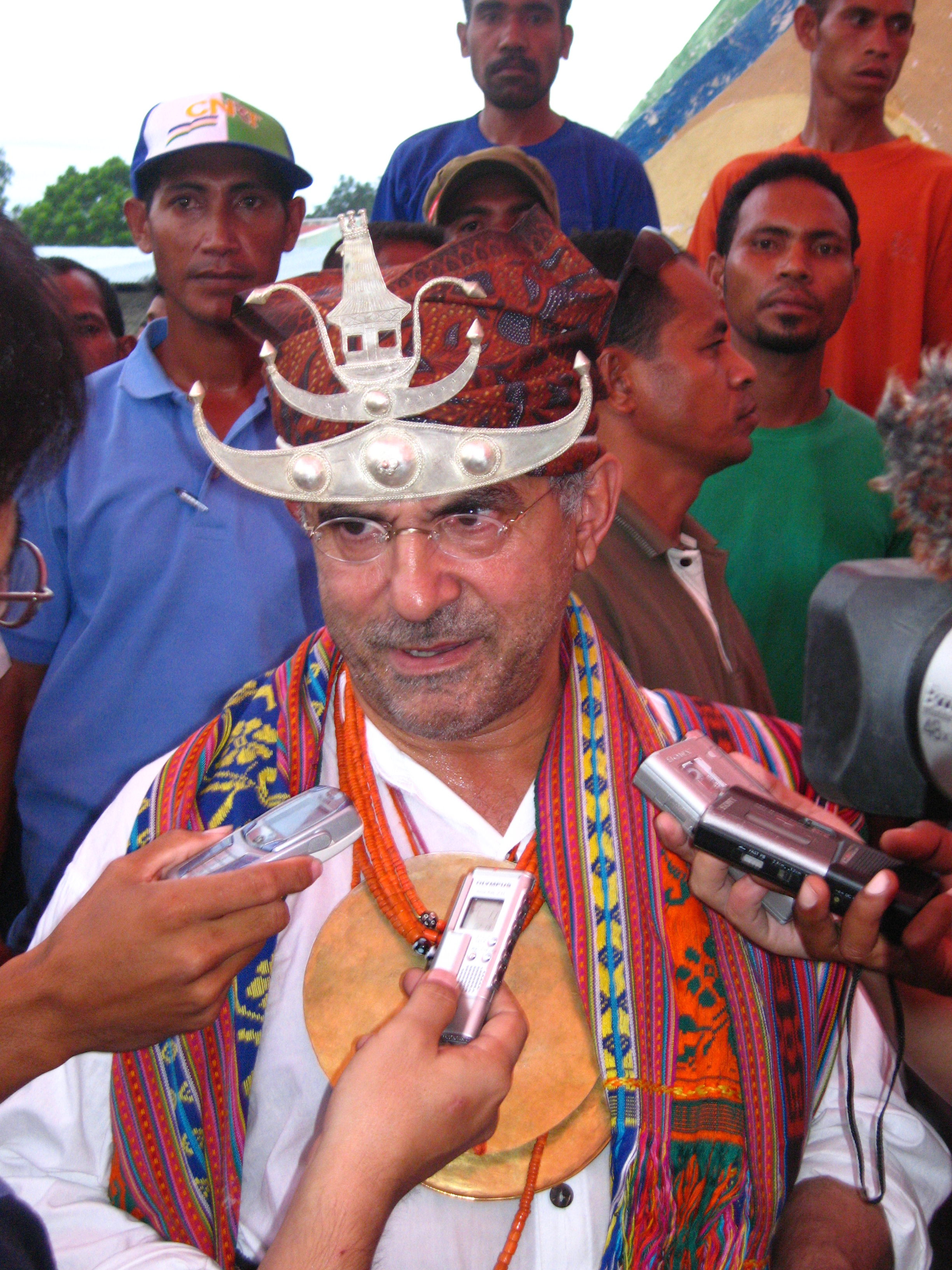
1996年诺贝尔和平奖得主、东帝汶第四及第七任总统若泽·拉莫斯·奥尔塔

2001年8月30日，东帝汶人民在联合国组织下首次投票选举制宪大会成员。2002年3月22日，制宪大会通过国家宪法。至2002年5月，已有逾20.5万难民回归故土。同年5月20日，《东帝汶民主共和国宪法》正式生效，联合国承认东帝汶独立地位。制宪大会改组为国家议会，独立英雄夏纳纳·古斯芒当选首任总统。同年9月27日，东帝汶正式成为联合国会员国。
2006年，全国性骚乱与派系冲突迫使15.5万民众流离失所，联合国派遣维和部队恢复秩序。次年古斯芒宣布不再连任。尽管年中总统选举前期发生零星冲突，但整体进程平稳，若泽·拉莫斯·奥尔塔当选总统。2007年6月议会选举中，古斯芒领导的东帝汶重建全国大会党（CNRT）获胜，其出任总理。2008年2月，奥尔塔总统在未遂刺杀中重伤；古斯芒总理另遭枪击但安然脱险。澳大利亚随即派遣增援部队协助维稳。2011年3月，联合国向帝汶当局移交警察部队指挥权，2012年12月31日正式结束维和使命。
2017年5月，左翼政党东帝汶独立革命阵线（Fretilin）的弗朗西斯科·古特雷斯当选总统。该党领袖马里·阿尔卡蒂里在2017年7月议会选举后组建联合政府，但政府很快垮台，导致2018年5月再度大选。同年6月，前总统、独立运动领袖陶尔·马坦·鲁阿克就任新总理。2022年4月总统选举第二轮投票中，若泽·拉莫斯·奥尔塔击败弗朗西斯科·古特雷斯，于5月20日再度就任总统。经国家议会批准，《禁止核武器条约》于9月22日对东帝汶生效，在该国使用核武器即属违法。

## 地理

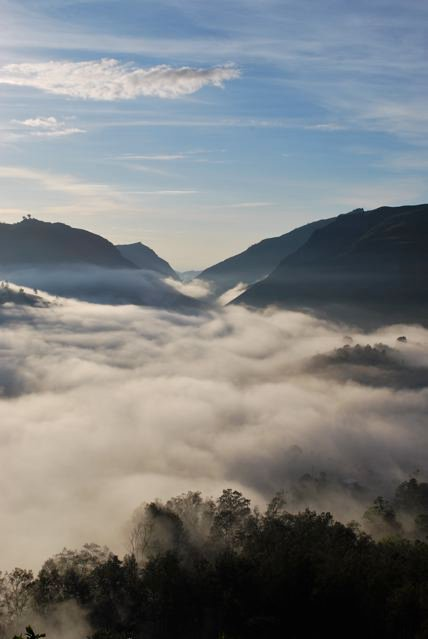
塔塔迈劳山脉山谷里的云海

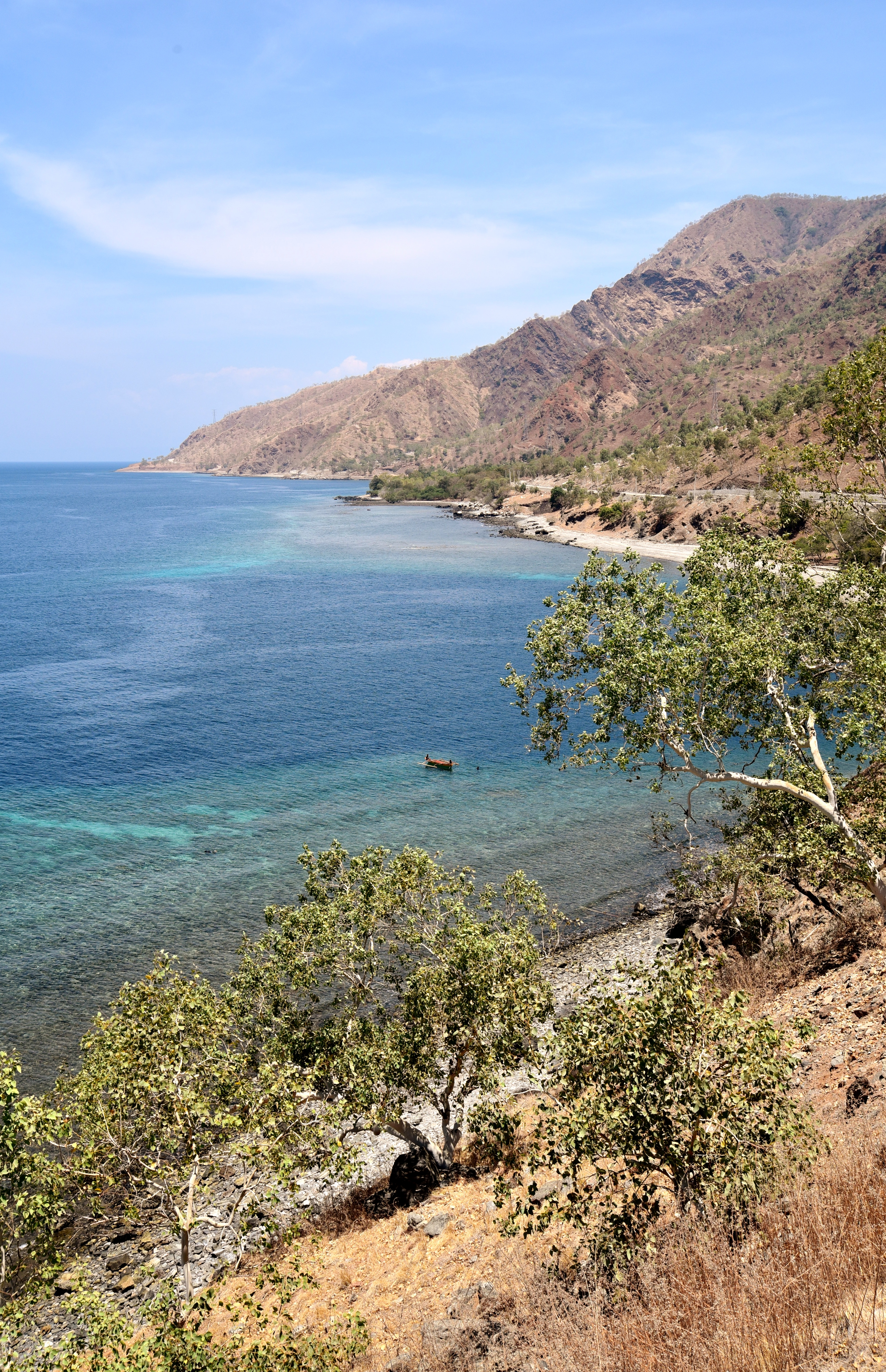
东部海岸

東帝汶位处东南亚，位于印度尼西亚群岛东部的小巽他群岛，东南临澳大利亚。領土包括帝汶島東部以及西部的北海岸被印尼所包圍而孤立的飞地歐庫西區和附近的阿陶羅島等，其西部領土與印尼西帝汶相接。
境內多山，平原、谷地屬熱帶草原氣候，全年高温，干湿季明显；其他地區为熱帶雨林氣候，终年高温多雨。常见的自然灾害是洪水和山体滑坡，还有地震、海啸和热带气旋。
自然资源有黄金、石油、天然气、锰、大理石。
由于农业还大量采用刀耕火种的方式，导致森林砍伐和水土流失。
東帝汶周邊海域帝汶海、萨武海和班达海，屬於珊瑚大三角範圍，有高度多樣的珊瑚礁生態系。

## 行政区划
东帝汶全国分为14个区（distritu），区下设67个“次级区域”（县；），城市下设452个“苏古”（乡；）和2236个村、镇（Aldeias）。

|  |

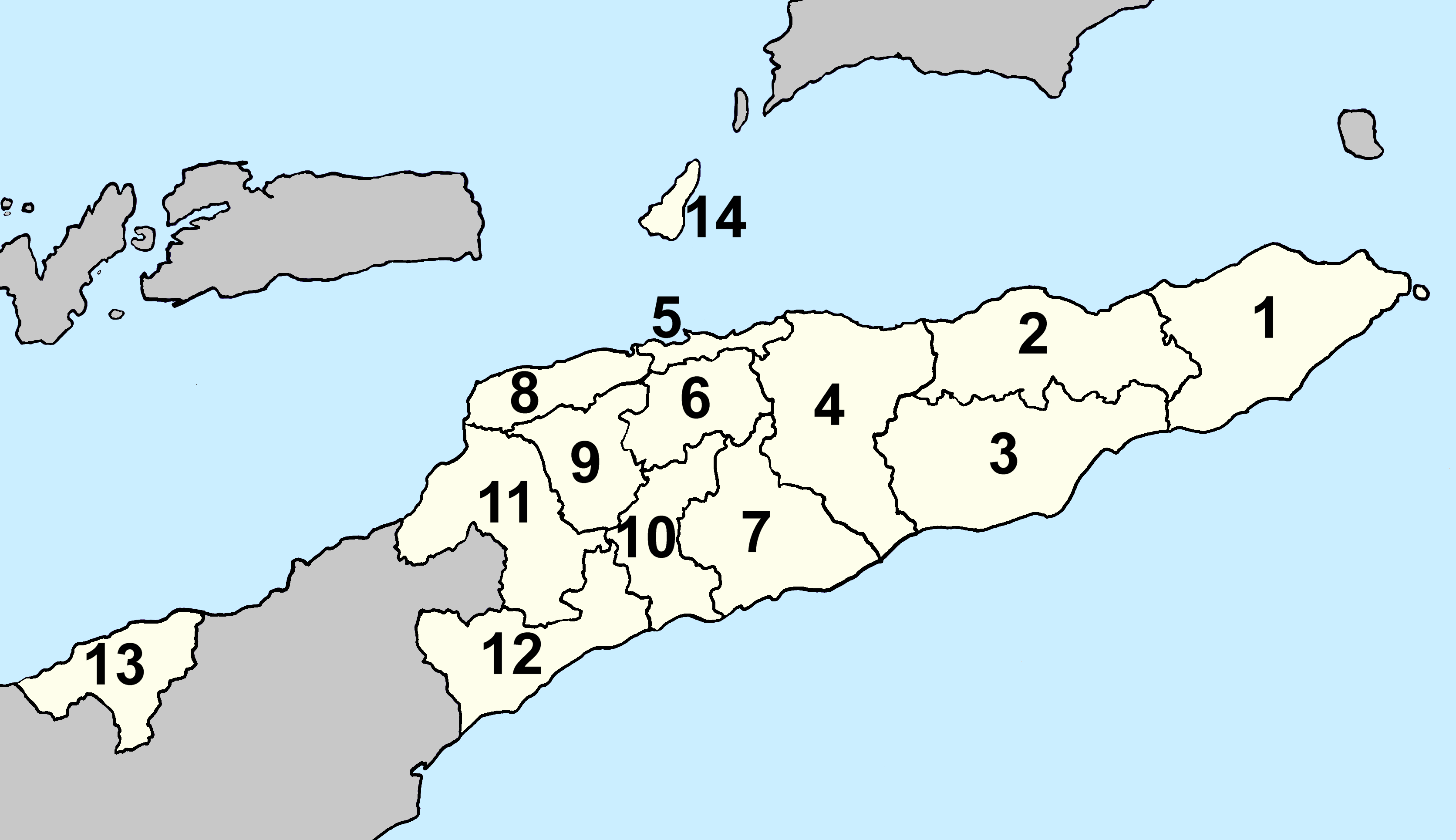
東帝汶行政區劃圖
東帝汶行政區劃圖

## 政治
2002年3月22日，東帝汶制憲會議的88名議員，開會通過東帝汶的第一部憲法。
2009年改革前，东帝汶的司法体系以印度尼西亚为基础，2009年议会通过并颁布了以葡萄牙法律体系为基础的新的民事法律制度，2011年實行新的民法典。

### 行政部门
东帝汶公民17岁后拥有投票权。

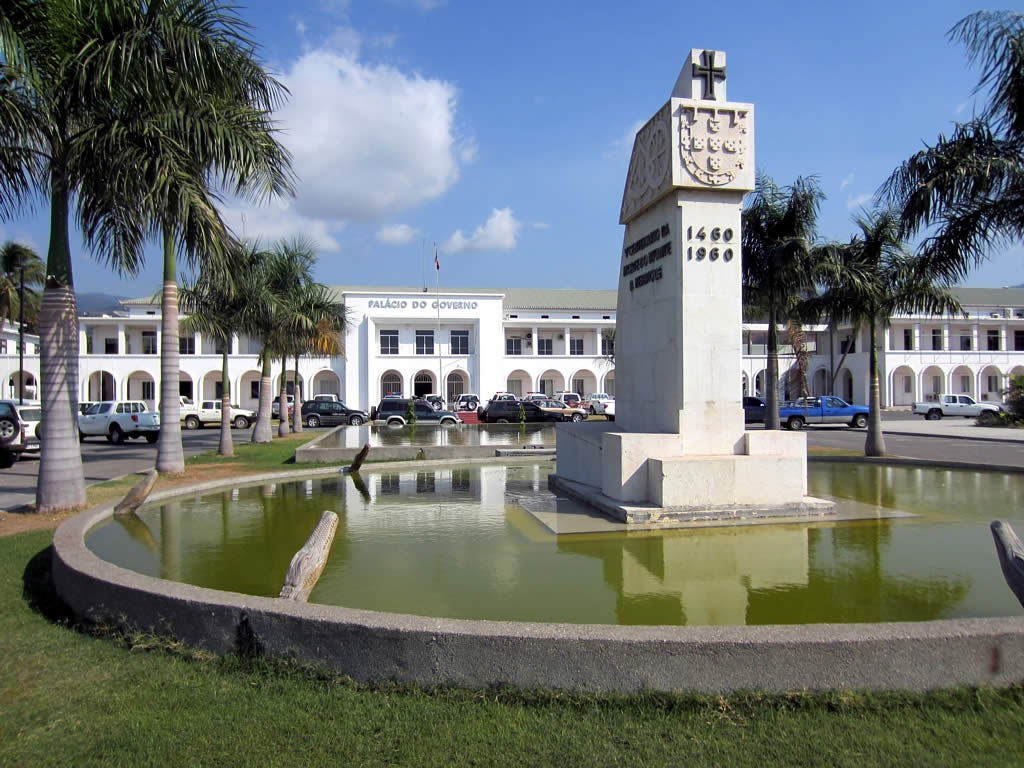
东帝汶政府大楼

总统由人民選出，任期5年，僅可連任一屆。东帝汶总统只是虚位元首，但是可以否决议案、解散国会和呼吁发起选举。最近一次的总统选举已在2022年4月举行。总统当选后成为多数党或多数党联盟的领袖，并任命总理。总理是政府首脑；内阁是部长会议。
目前國會主要政党有東帝汶獨立革命陣線、東帝汶重建全國大會、人民解放黨：改革進步聯盟；由東帝汶重建全國大會（大會黨）、人民解放黨和帝汶人民團結繁榮黨組成，執政聯盟。帝汶人民團結繁榮黨、民主黨、民主發展陣線、由民主發展團結黨、东帝汶全国重建革新阵线（革新陣線）、帝汶民主聯盟和國家發展黨組成，其中國家發展黨沒有席次。

### 立法机关
东帝汶的国家立法机关是一院制的国民议会。议员数在52－65之间，由全民投票选举，任期5年。

## 经济

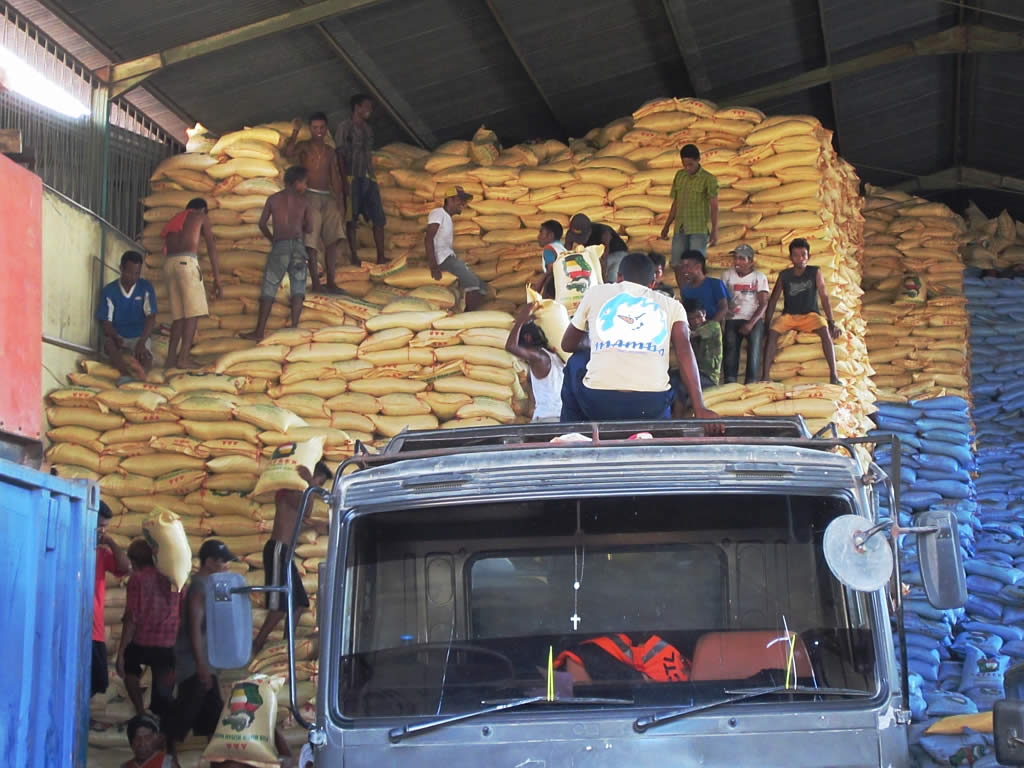
救濟米

1999年底，东帝汶约有70%的经济基础被反独立的民兵和印尼军队消耗。30万人逃到了西帝汶成为难民。此后三年间，5,000名维和部队和1,300名警察帮助对城市和农村地区进行了重建。到2005年底难民已经返回东帝汶或者在印尼定居。
东帝汶经济仍然面临巨大挑战，包括重建基础设施、加强公务员管理，解决大量年轻人的就业问题。近海的石油天然气开发极大的补充了政府的收入。天然气通过管道输送到澳大利亚。
2005年6月，国会批准了一个石油基金，作为所有石油收入的存储，并为东帝汶的后代保护石油财富。截至2010年10月，该基金已经有6.6亿美元资产。該國缺乏金融人才，因此選擇投資最保守的美國國債，躲過2007年－2008年環球金融危機，在那幾年成為績效最好的主權基金，截至2022年底，石油基金滚存累计为174.1亿美元
東帝汶的经济结构（2001年）是服務業占57%、農業25%、工業17%，有石油及天然气资源，但此二资源被澳洲企业掌握。2001年進口值达2億3,700萬美元；出口值800萬美元。主要進口機械產品。主要出口产品为咖啡、橡膠、紫檀木、原油、天然氣。
東帝汶是世界上极貧窮落後的國家之一，大部分物資都要靠外國援助，雖然經濟正在嘗試进一步地发展，但目前的經濟状态并不良好。

## 人口与宗教
截至2023年，东帝汶有大约136万人。首都帝力是主要城市，截至2019年，人口大约21.8万人。其中東帝汶原住民（巴布亞人與馬來人或波利尼西亞人的混血人種）佔78％，印尼人佔20％，亦有2％華人。
東帝汶約94%的人口為基督徒，其中91.4％為天主教，2.6％為新教；1.7％是穆斯林，0.3％是印度教徒，0.1％为佛教徒。
1975年东帝汶独立时，以葡萄牙语为官方语言，印尼入侵东帝汶后，禁止使用葡萄牙文。2002年独立建国时，明定葡萄牙文与德顿文（Tetum）为官方语言，还有16种语言日常使用，国民每天还使用数十种方言。此外，印尼语和英语也是其中最常用的语言。
由于地处近赤道地区，气候炎热而潮湿，多发疾病。主要的传染病有腹泻、甲肝、伤寒、基孔肯雅热、登革热和疟疾。

## 交通
东帝汶公路情况较差，因为过去与印度尼西亚的战争造成的破坏，大多公路已废弃，或者是年久失修，安全系数低。全国境内没有高速公路，也没有铁路。从首都帝力去往全国各地都极为不便，缺乏完整的交通系统。东帝汶共有六个分别位于不同城市的机场，其中位于东帝汶首都的是尼古劳·洛巴托总统国际机场，这是东帝汶唯一一个有定期航班的机场。

## 文化
东帝汶先后在葡萄牙、荷兰、日本与印尼之间反复易手，统治东帝汶的各国的文化对东帝汶也产生影响，与土著文化交融。东帝汶有本地特色的手工艺品和舞蹈。由于经济状况不佳且教育落后，2010年统计的國民識字率为58.3%。

### 足球
東帝汶足協在2002年成立，在2002年加入亞洲足聯。2005年，東帝汶以198比1的壓倒性優勢，獲國際足協成員協會投票通過，正式加入國際足联。

## 公眾假期
東帝汶的公眾假期包括爭取獨立鬥爭的歷史事年和一些天主教和伊斯蘭節日。
| 日期     | 節假日         | 備注                                     |
| -------- | -------------- | ---------------------------------------- |
| 1月1日   | 新年           |                                          |
| 每年不同 | 古爾邦節       | 日期按伊斯蘭曆                           |
| 3－4月   | 基督受難日     |                                          |
| 5月1日   | 勞動節         |                                          |
| 5月20日  | 獨立恢復日     | 2002年聯合國移交主權至臨時政府的週年紀念 |
| 5－6月   | 基督聖體節     |                                          |
| 8月30日  | 全民协商日     | 1999年的全民协商周年                     |
| 11月1日  | 諸聖日         |                                          |
| 11月2日  | 萬靈節         |                                          |
| 11月12日 | 國家青年節     | 1991年印度尼西亞對东帝汶大屠殺的週年紀念 |
| 11月28日 | 獨立宣言日     | 1975                                     |
| 每年不同 | 開齋節(肉孜節) | 日期按伊斯蘭曆閃瓦魯月第1天              |
| 12月7日  | 國家英雄日     | 1975年印尼入侵東帝汶的週年紀念           |
| 12月8日  | 聖母無原罪日   |                                          |
| 12月25日 | 聖誕節         |                                          |
此外東帝汶政府訂立了國家纪念日。雖然並非假日，但不一定要上班。
| 日期     | 纪念日                               |
| -------- | ------------------------------------ |
| 2-3月    | 大齋首日                             |
| 3-4月    | 濯足節                               |
| 5-6月    | 基督升天日                           |
| 6月1日   | 國際兒童節                           |
| 8月20日  | 东帝汶武装部队全国解放日（FALINTIL） |
| 11月3日  | 國家婦女日                           |
| 12月10日 | 人權日                               |

## 外部連結
- （英文）東帝汶政府 （页面存档备份，存于）